# جيرماين بيكفورد
جيرماين بول ألكسندر بيكفورد (بالإنجليزية: Jermaine Paul Alexander Beckford)‏ وهو لاعب كرة قدم إنجليزي المولد وجمايكي الجنسية في مركز الهجوم ولد في يوم 9 ديسمبر 1983 في إيلنغ في لندن في المملكة المتحدة، يلعب حالياً مع نادي بريستون نورث ايند وسبق له اللعب مع نادي بولتون واندررز وهدرسفيلد تاون وليستر سيتي وسكونثورب يونايتد وليدز يونايتد ونادي أوكسبريدج ونادي ويلدستون ولعب مع منتخب جامايكا لكرة القدم ويبلغ طوله 188 سم.

## روابط خارجية
- جيرماين بيكفورد على موقع قاعدة بيانات كرة القدم.إي يو (الإنجليزية)
- جيرماين بيكفورد على موقع ناشيونال فوتبول تيمز (الإنجليزية)
- جيرماين بيكفورد على موقع Soccerbase.com (لاعب) (الإنجليزية)
- جيرماين بيكفورد على موقع Soccerway.com (الإنجليزية)
- جيرماين بيكفورد على موقع عالم كرة القدم.نت (الإنجليزية)